# Казімеж Хойнацький
Казімеж Хойнацький (пол. Kazimierz Chojnacki; 6 січня 1921, село Тшцинець) — польський генерал, головний комендант громадянської міліції ПНР у 1971—1973 роках.

## У воєводських комендатурах
Народився у селянській сім'ї з Люблінського воєводства. Восени 1944 року вступив на службу до громадянської міліції. Служив у комендантському взводі міліції Любліна, потім був заступником повітового коменданта міліції Володави. У 1945 році прослухав політичні курси у Лодзі. До 1951 року очолював політоргани громадянської міліції та МГБ у Щецині, Білостоку, Кракові.
У 1951 році прослухав курси керівного складу МГБ. Після цього у званні капітана отримав призначення воєводським комендантом громадянської міліції Ряшова. З 1954 до 1971 року Казімеж Хойнацький послідовно очолював воєводські комендатури громадянської міліції у Бидгощі (1954—1962), Ополе (1962—1965), Познані (1965—1971).
З 1960 року мав звання полковника громадянської міліції, перебував в урядущій компартії ПОРП.

## Переслідування церкви
На міліційних посадах Казімеж Хойнацький демонстративно дотримувався політико-ідеологічних установок ПОРП. Особливо це стосувалося переслідувань польської католицької церкви. У 1959 році Хойнацький взяв активну участь у цькуванні поручника СБ МВС Зенона Зелінського, який дозволив собі весільне вінчання в костелі. Попри ритуальну самокритику та принижені самовиправдання Зелінського, Хойнацький видав йому негативну характеристику, звинувативши в «ідейній незрілості та політичній дводушності». Аналогічні звинувачення пред'являв Хойнацький заступнику коменданта міліції Грудзьондза поручнику Єжи Климчуку, викритому у допуску сина до католицького причастя (при тому, що Климчук був знаний як професіонал високого класу, який багато чого досяг у боротьбі з кримінальною злочинністю).
Найбільш знаним вчинком Казімежа Хойнацького було придушення католицького протесту у торунському монастирі редемптористів 6 жовтня 1961 року. Партійно-адміністративна влада вирішила вилучити приміщення монастирської семінарії за податкову заборгованість католицької громади. Рішення приймалося із значними процедурними порушеннями. Ченці та представники католицької громадськості стали на заваді інвентаризації приміщень.
До монастиря було стягнуто наряди міліції, підрозділи ЗОМО, формування Корпусу внутрішньої безпеки та оперативну групу СБ — загальною чисельністю понад 1000 осіб та два десятки транспортних засобів. Їм протистояло близько 3000 протестувальників.
Очолював операцію полковник Хойнацький як комендант бидгощської воєводської міліції. Увечері 6 жовтня, коли більшість протестувальників розійшлися, міліція атакувала решту, застосувавши палиці. Наступного дня міліція та ЗОМО встановили контроль над монастирем.

## Короткочасний головний комендант
Польські події 1970—1971 років — робітничі протести та їхнє силове придушення — призвели до зміни партійно-державного керівництва ПНР. На посаді першого секретаря ЦК ПОРП Владислава Гомулку змінив Едвард Герек. Мусив піти у відставку і головний комендант міліції Тадеуш Петшак, причетний до кровопролиття.
1 вересня 1971 року головним комендантом цивільної міліції ПНР призначили Казімеж Хойнацького. За місяць полковнику Хойнацькому надали звання генерала бригади.
Жорсткий ідеологічний догматизм Хойнацького не відповідав соціально-політичному маневруванню Герека. На чолі громадянської міліції Хойнацький пробув порівняно недовго — менш як два роки, менше ніж будь-який інший головний комендант. 2 травня 1973 року його відправили у відставку та замінили Мар'яном Яницьким. Два місяці генерал Хойнацький залишався у розпорядженні МВС, після чого вийшов на пенсію. З того часу у суспільно-політичному житті участі не брав.

## Нагороди
За роки служби Казімежа Хойнацького нагороджували орденом «Прапор Праці», орденом Відродження Польщі, відомчими медалями.
У 2000 році Хойнацький та його дружина Йолента указом президента Александра Квасневського отримали медаль «За багаторічне подружнє життя».